# Vauda Canavese
Vauda Canavese és un comune (municipi) de la ciutat metropolitana de Torí, a la regió italiana del Piemont, situat a uns 25 quilòmetres al nord-oest de Torí. A 1 de gener de 2019 la seva població era de 1.447 habitants.
Vauda Canavese limita amb els següents municipis: Busano, Rocca Canavese, Barbania, San Carlo Canavese, Front, i San Francesco al Campo.